# القصبة (هوزالة)
القصبة هي دُوَّار يقع بجماعة تتاوت، إقليم تارودانت، جهة سوس ماسة في المملكة المغربية. ينتمي الدوّار لمشيخة هوزالة التي تضم 36 دوارا. يقدر عدد سكانه بـ160 نسمة حسب الإحصاء الرسمي للسكان والسكنى لسنة 2004. هي مسقط رأس الشيخ محمد بن علي الهوزالي.

## روابط خارجية
- البوابة الوطنية للجماعات الترابية
- المندوبية السامية للتخطيط